# Chuyến bay 185 của SilkAir
Chuyến bay 185 của SilkAir là một chuyến bay chở khách theo lịch trình từ Jakarta, Indonesia đi Singapore, bị rơi xuống sông Musi ngày 19 tháng 12 năm 1997 khiến tất cả 104 người trên máy bay thiệt mạng.
Nguyên nhân của vụ tai nạn đã được điều tra bởi hai cơ quan. Ủy ban An toàn giao thông Quốc gia Indonesia không thể xác định nguyên nhân của vụ tai nạn.
Ban An toàn Giao thông vận tải quốc gia Mỹ (NTSB) khi đó kết luận phi công trên chiếc máy bay này đã tự sát. Tuy nhiên, Chính phủ Indonesia cho rằng nguyên nhân vụ tai nạn là không rõ ràng.
Theo báo cáo của NTSB:
1. Không có trục trặc hoặc lỗi kỹ thuật hay hư hỏng hệ thống thủy lực trên máy bay dẫn đến tai nạn.

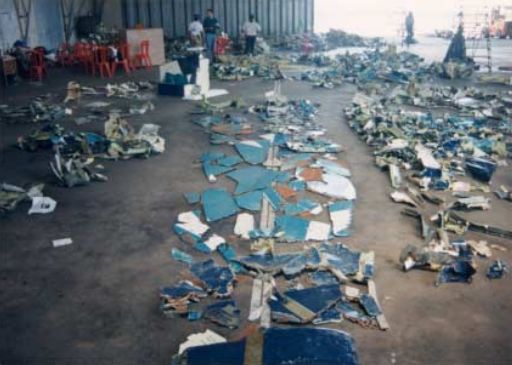
Một phần mảnh vỡ 9V-TRF từ sông Musi

2. Vụ tai nạn có thể được giải thích bằng hành động có chủ ý của phi công. Kết quả phân tích vụ tai nạn phù hợp với dữ liệu kiểm soát bay còn lại: Có bằng chứng cho thấy máy ghi âm buồng lái (CVR) và hộp dữ liệu bay (FDR) bị cố ý tắt, khiến việc trục vớt máy bay có thể thực hiện được, nhưng không cố gắng; nhiều khả năng việc điều khiển máy bay lao xuống sông là do cơ trưởng chứ không phải phi công phụ.